# 睡公主城堡

香港迪士尼樂園的睡美人城堡

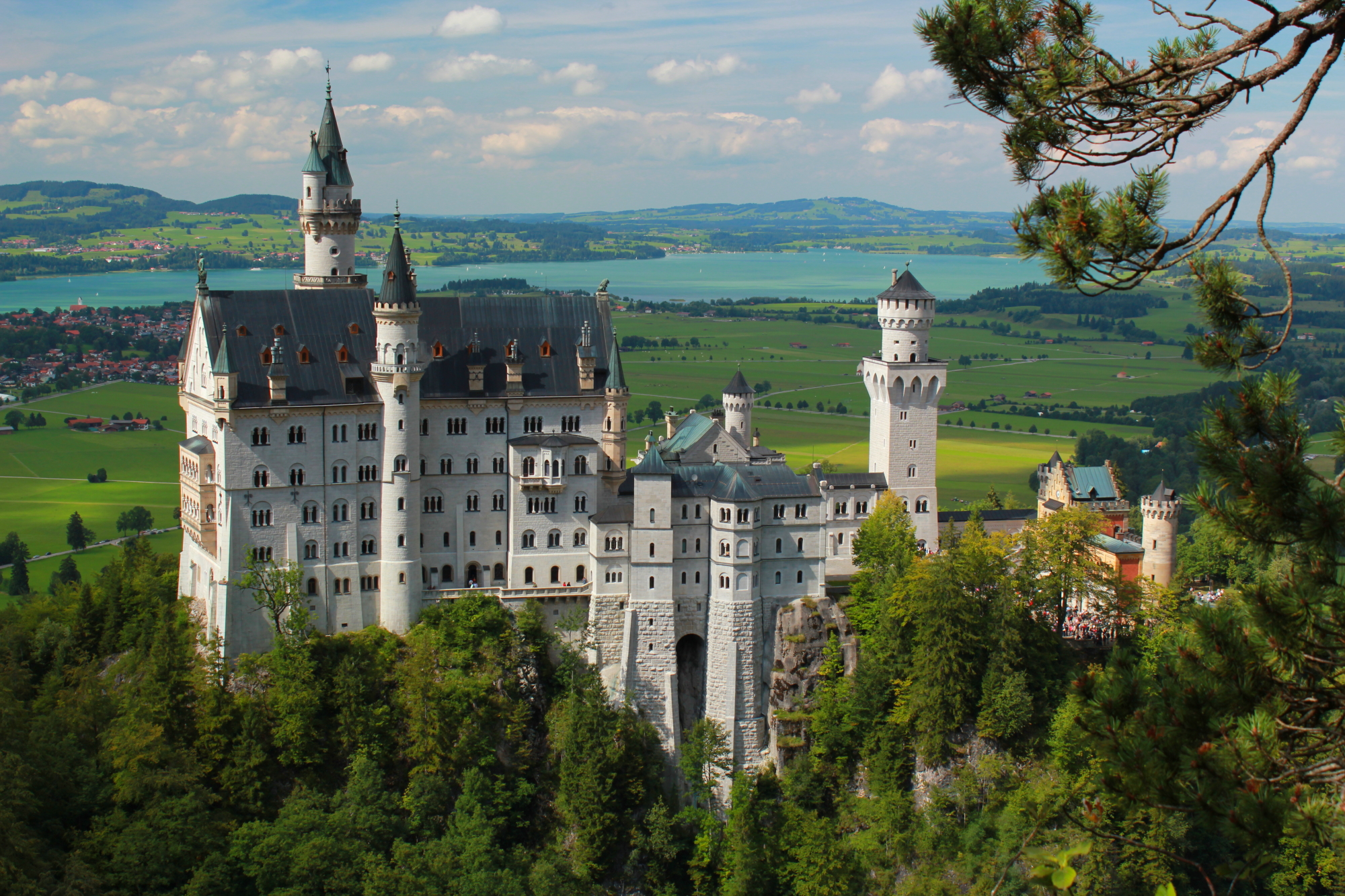
睡美人城堡的原型——新天鵝堡，可以看得出前三者風的格極度相近

睡美人城堡（英語：Sleeping Beauty Castle）是美國加州迪士尼樂園、香港迪士尼樂園的一座童話城堡，另外巴黎迪士尼樂園也有一座睡美人城堡、但和前兩者有著本質的不同。其中加州迪士尼的睡美人城堡是歷史最悠久，也是香港和巴黎迪士尼樂園的睡美人城堡、奧蘭多和東京的灰姑娘城堡、上海的奇幻童話城堡的原型。
城堡取材自十九世紀末於德國巴伐利亞落成的新天鵝堡，以德國風格為絕對的主體，是為配合迪士尼電影《睡美人》的上映而命名的。
法國巴黎也有一座高大的、粉紅色的睡美人城堡，但拼寫成法文的方式Le Château de la Belle au Bois Dormant，並加入一些法國色彩（參考了巴黎聖母院、的波那收容所的建築細節），並且配合1992年的《美女與野獸》的上映，也叫作Belle城堡，一是因為法文中的Belle既是睡美人中的“美人（Beautiful）”的法文拼寫方式、二是因為美女與野獸中的貝兒（Belle）的名字就是這麼拼的，而且無論睡美人還是美女與野獸都是源自於法國的童話故事。
2019年8月26日，香港迪士尼樂園宣布，原「睡公主城堡」將在擴建後正式命名為「奇妙夢想城堡」。新城堡以本身的城堡為基礎，再吊裝多個具建築特色及工藝的塔樓及尖塔，配合14個迪士尼公主/女王故事主題，擴建城堡。新城堡於2020年11月21日揭幕，並增設全新夜間及日間表演節目。

## 迪士尼乐园

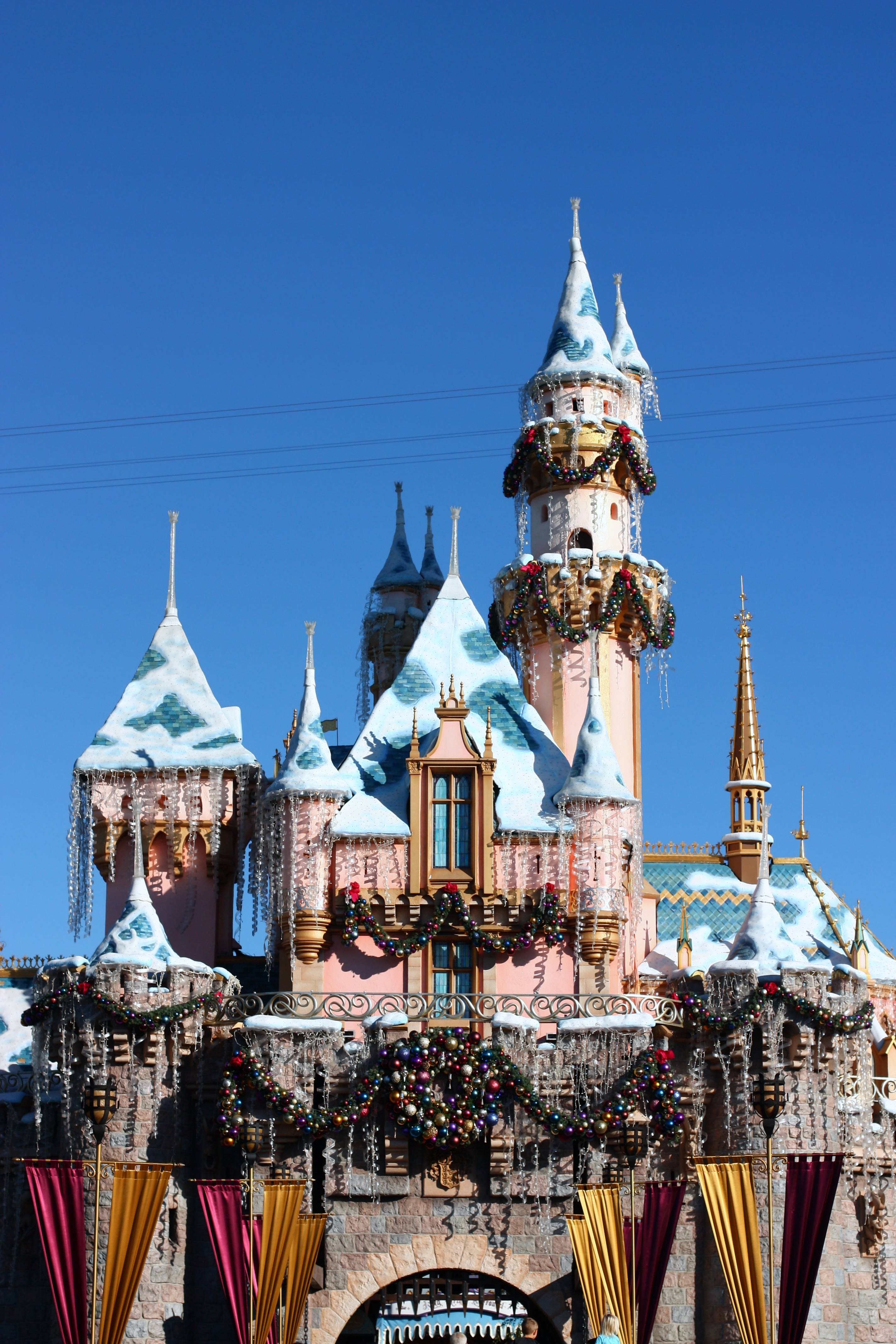
Sleeping Beauty Castle Holiday Disneyland

这座城堡于1955年7月17日开放，是迪士尼所有城堡中最古老的。虽然它高达77英尺（23米），但由罗兰·E·希尔设计的城堡通过强制透视法使其显得更高；设计元素在地基处较大，在塔楼处较小。城堡最初有一个空置的上层，从未打算用于建造游乐设施，但华特·迪士尼并不满足于他认为的浪费空间，并挑战他的幻想工程去寻找利用这部分空间的方法。
从1957年4月29日起，游客可以穿过城堡，观看几个描绘睡美人故事的立体模型。华特·迪士尼的《木偶奇遇记》（1940年）中蟋蟀吉米尼演唱的《向星星许愿》的声音在城堡中回荡。最初的立体模型设计风格借鉴了迪士尼1959年电影《睡美人》（该片上映于迪士尼乐园睡美人城堡开业近四年后）的制作设计师艾文德·厄尔（Eyvind Earle）的风格。1977年，该模型重新制作，使其与美国小镇大街（Main Street, USA）的橱窗展示风格相似。2001年10月7日，该参观通道因不明原因关闭；普遍认为，9·11袭击及其引发的潜在危险是导致关闭的主要原因。迪士尼发言人约翰·麦克林托克（John McClintock）表示，9·11袭击的传闻并非事实。“我知道这些传闻，”他说。“但在2001年，它确实没有引起游客的共鸣。在90年代末和21世纪初，睡美人最受欢迎的地方可以说是你随时可以进去，因为根本没人去。”
2008年7月17日，迪士尼宣布睡美人城堡导览区将以原版厄尔立体模型的风格重新开放，并采用新技术进行增强。导览区于2008年11月27日下午5点重新开放，长队一直延伸到公园中心的枢纽。与以往不同的是，无法爬楼梯或穿过城堡通道的游客可以在城堡底层的一个房间里“虚拟”体验导览。这个房间主题华丽，并在高清显示器上呈现带有隐藏字幕的CGI导览重现。同样的虚拟重现也包含在睡美人50周年白金版DVD中。

城堡导览区的入口位于梦幻世界内建筑的西侧。游客首先看到的是一本巨大的中世纪主题故事书，翻开其中一页，讲述了奥罗拉公主的诞生。登上楼梯后，映入眼帘的是婴儿时期的奥罗拉，她正接受仙女教母的魔法祝福。玻璃窗后，播放着城堡庭院的动画，国王和王后目睹着熊熊烈火烧毁王国里所有的纺车。登上楼梯，宾客们到达城堡顶层的中心，经过一扇窗户，奥罗拉的手指被纺车扎破后睡着了，而玛琳菲森则在她身旁盘旋。另一扇窗户则朝向城堡的大厅，王国里的所有人都睡着了，包括仆人、猫和狗。后半段的场景变得更加黑暗，玛琳菲森、她的渡鸦和几只从她附近的城堡飞出的石像鬼出现了，同时，他们也经过了几扇门，玛琳菲森的暴徒们也出现在了门外。故事结尾，王子在荆棘丛生的森林中与化身为恶龙的玛琳菲森展开搏斗。随后，一片玫瑰花田出现，鸽子在花田上空飞舞。王子亲吻了奥罗拉，解除了魔咒。当游客们看到玛琳菲森的影子，从城堡东侧楼梯底部的通道走出来时，另一本中世纪主题的超大开本书籍描绘了王子和公主共舞的画面，公主的裙子颜色从粉色变为蓝色，再变回粉色。

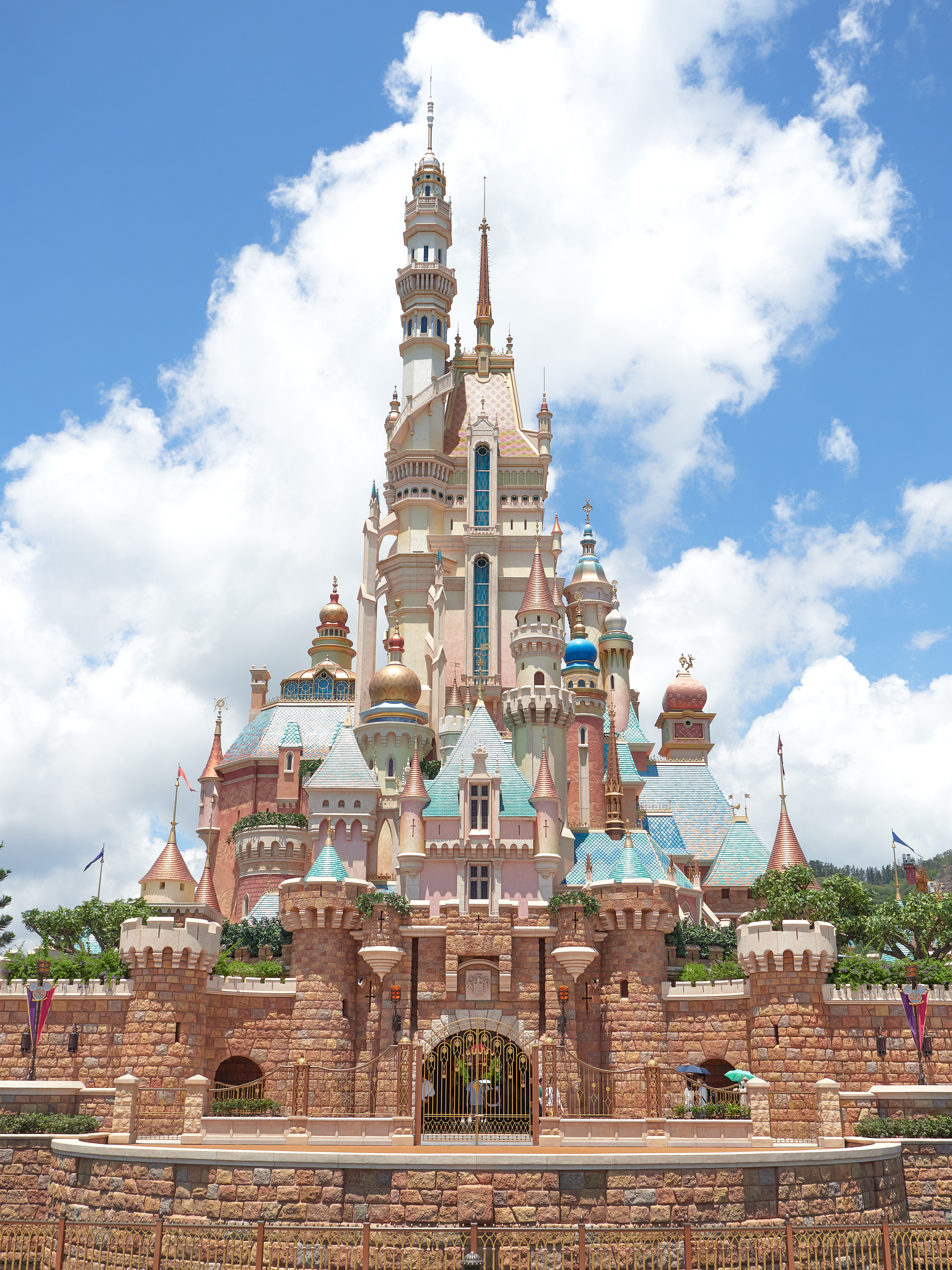
香港迪士尼樂園的奇妙夢想城堡(替代品)

## 相關
- 睡美人
- 護城河
- 吊橋
- 灰姑娘城堡
- 于塞城堡

## 外部参考
- 迪士尼樂園: 睡美人城堡 （页面存档备份，存于）